# قمصر
قمصر (بالفارسية: قمصر) هي منطقة سكنية تقع في إيران في Qamsar District. يقدر عدد سكانها بـ 3,566 نسمة .